# Гай Хадіда
Гай Хадіда (івр. גיא חדידה; нар. 23 липня 1995, Арад, Ізраїль) — ізраїльський професійний футболіст. Також має громадянство Португалії.

## Клубна кар'єра
Виступав за низку ізраїльських клубів, а на початку 2023 року став гравцем турецького «Сакар'яспора», але не провів жодного матчу за цей клуб.
В кінці лютого 2023 року став гравцем одеського «Чорноморця». У складі одеської команди Хадіда було заявлено як громадянина Португалії. Дебютував в Українській прем'єр-лізі у складі «Чорноморця» 19 березня 2023 року в грі 18-го туру проти «Інгульця» (2:1). У цій грі футболіст забив свій перший гол у складі «моряків» і у матчах УПЛ. 31 січня 2024 року залишив одеську команду.